# Torneo de Berlín 2002
El EuroCard German Open 2002 fue un torneo de tenis femenino, disputado del 6 al 12 de mayo de 2002. Fue un evento de categoría Tier I que se jugó en canchas de polvo de ladrillo como preparativo para el segundo Grand Slam del año, Roland Garros. Fue la 87.ª edición del torneo y tuvo lugar en el Rot-Weiss Tennis Club en la capital alemana, Berlín.

## Campeonas

### Individual femenino
Justine Henin venció a  Serena Williams por 6–2, 1–6, 7–6(7–5)

### Dobles femenino
Elena Dementieva /  Janette Husárová vencieron a  Daniela Hantuchová /  Arantxa Sánchez Vicario por 0–6, 7–6(7–3), 6–2